# オールバニ (ニューヨーク州)
オールバニ（Albany）は、アメリカ合衆国ニューヨーク州の州都であり、オールバニ郡の郡庁所在地でもある。ニューヨーク市の220km北、ハドソン川中流域に位置する。人口は9万9224人（2020年）で、オールバニ都市圏の人口は約117万人でロチェスターを凌ぎ、州内3番目の規模となっている。
高等教育の中心地として一世紀以上に亘り、名を馳せており、今日では政治と共に医療福祉の街としても注目されている。しかしながら、1970年～80年にかけて産業の衰退、治安の悪化などで人口が大幅に減少した影響が残っていた。
しかし、パンデミックがきっかけでとりわけニューヨーク市では近郊都市への人口流出が進み、加えて昨今の物価高などが起因し、ニューヨーク市からの転入が多くなっている。2023年の市統計によると再び人口10万人以上に回復している。

## 歴史
1609年、オランダ東インド会社のイギリス人探検家ヘンリー・ハドソンが、ハーフムーン号でハドソン川を遡上し、この地に到達する。オランダは1614年に、原住民との間で皮革の交易を行う拠点としてフォート・ナッソー (Fort Nassau) をこの地に置いた。その後、ヨーロッパから移民団が渡り、1624年にニューネーデルラントで最初の永続的植民地フォート・オレンジ (Fort Orange) を建設する。1652年に、オランダ西インド会社はフォート・オレンジから発展した村落共同体の名をベヴェウィク (Beverwyck) とする。
1664年、オランダ領ニューネーデルラントは、イギリス領となる。それにあわせてオールバニーに改称。これは、オールバニー公ジェームズ・ステュアート（後のジェームズ2世）に敬意を表して命名された。そして1686年、市制を施行。
1754年、北米の7つの英国植民地がフレンチ・インディアン戦争における対仏共同防衛協約を結ぶため、オールバニ会議が開催される。ベンジャミン・フランクリンが植民地の連合政府樹立（「オルバニー連合案」）を提案し、採択される。しかし、この連合案は本国からも各植民地からも拒絶され、発効しなかった。なお、この連合案は、後にアメリカ独立戦争前に開かれた大陸会議において、再び、持ち出されることになる。フレンチ・インディアン戦争中は、オールバニーには英国植民地連合軍の総司令部が置かれた。
独立戦争においては、1777年に、カナダから南下しオールバニーを目指していたイギリス本国軍を、オールバニーの北方で大陸軍が迎え撃ち、激戦の末、撃退した。このサラトガの戦いが転機となり、独立戦争は最終局面に移行した。独立後、ニューヨーク州の州都は、オールバニーから約80km下流にあるキングストンにあったが、1797年、オールバニーが州都となる。
オールバニーが飛躍的に発展するきっかけとなったのは、1825年のエリー運河開通であった。市の周辺で収穫される農産物を集積、輸送する拠点として、また、原料及び製品の輸送に便利なため、繊維、製紙、機械工業などが発達し、その他、印刷・出版業等も盛んになった。

## 地理

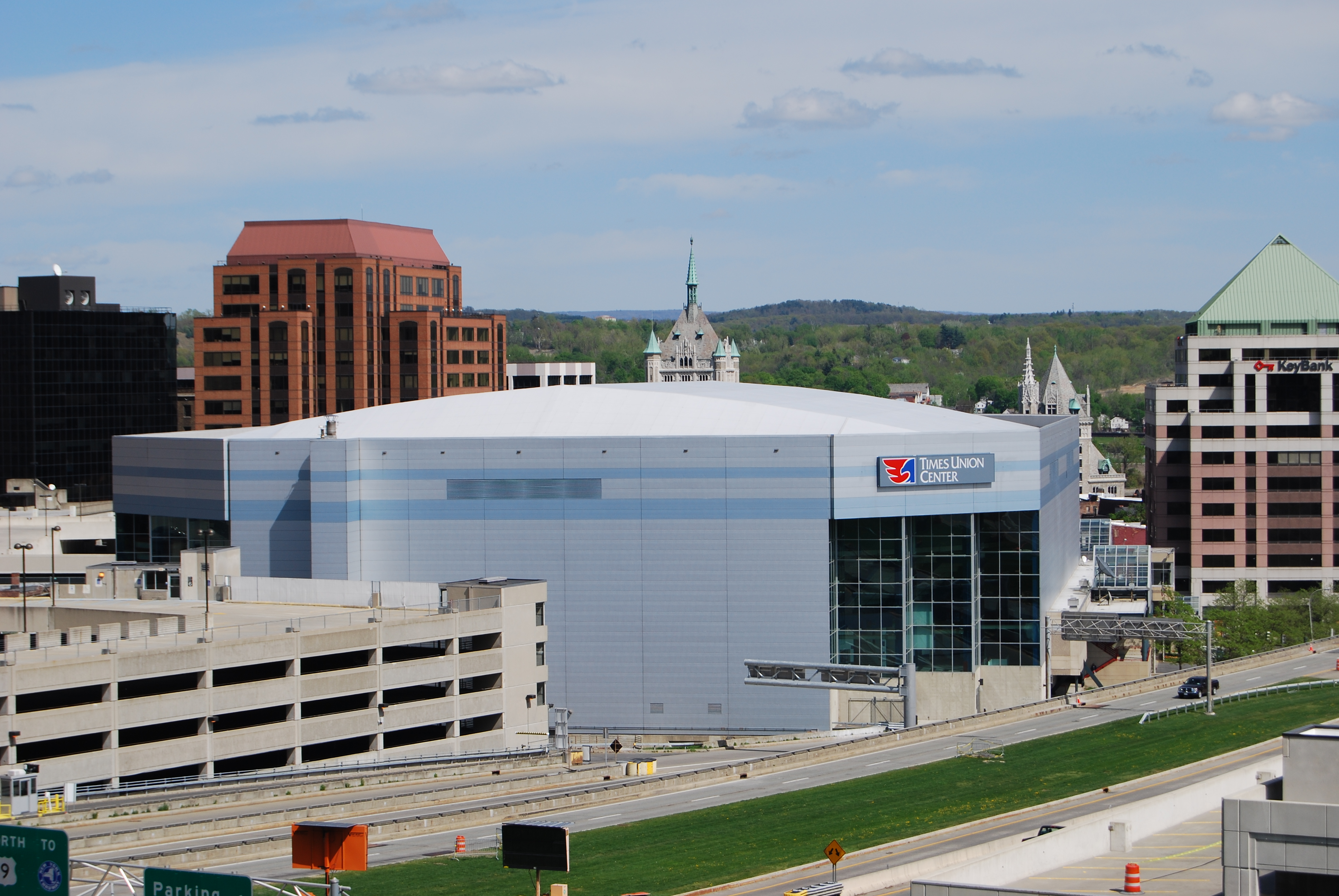
タイムズ・ユニオン・センター

オールバニーは北緯42度39分35秒、西経73度46分53秒 (42.659829, -73.781339)に位置している。
アメリカ合衆国統計局によると、この都市は総面積21.8 mi2 (56.6 km2). である。このうち21.4 mi2 (55.4 km2) が陸地で0.5 mi2 (1.2 km2) が水地域である。総面積の2.15%が水地域となっている。
ニューヨーク市からハドソン川に沿って北へ約230kmの位置にある。このあたりがハドソン川を外洋船で遡上できる限界点となっており、オールバニー市街は、この川の右岸（西岸）側を中心として広がる。市の約20km北東で、州の中央を南東へ流れてきたモホーク川がハドソン川に合流しており、両河川の川谷が合わさり、比較的広い低地帯を形成している。
モホーク川、ハドソン川は、五大湖と大西洋を結ぶエリー運河の一部を構成し、オールバニーは、その中継拠点として発展してきた。
気温は、真夏でも30℃を超えるのは年に10日ほどで、11月から3月までは最低気温が氷点下となる日が過半で、1月には氷点下10℃を下回る。

## 人口動静
2000年国勢調査によると、この都市は人口9万5658人、世帯数40,709、及び18,400家族が暮らしている。人口密度は4,474.6/mi2 (1,727.5/km2.) である。2,118.4/mi2 (817.9/km2.) の平均的な密度に45,288軒の住宅が建っている。この都市の人種的な構成は白人63.12%、黒人またはアフリカ系アメリカ人28.14%、先住民0.31%、アジア系3.26%、太平洋諸島系0.04%、その他の人種2.15%、及び混血2.98%である。ここの人口の5.59%はヒスパニックまたはラテン系である。
この都市内の住民は20.0%が18歳未満の未成年、18歳以上24歳以下が19.3%、25歳以上44歳以下が29.2%、45歳以上64歳以下が18.1%、及び65歳以上が13.4%にわたっている。中央値年齢は31歳である。女性100人ごとに対して男性は90.6人である。18歳以上の女性100人ごとに対して男性は86.5人である。
この都市内の世帯ごとの平均的な収入は30,041米ドルであり、家族ごとの平均的な収入は39,932米ドルである。男性は31,535米ドルに対して女性は27,112米ドルの平均的な収入がある。この都市の一人当たりの収入 (per capita income) は18,281米ドルである。人口の21.7%及び家族の16.0%は貧困線以下である。全人口のうち18歳未満の28.8%及び65歳以上の12.5%は貧困線以下の生活を送っている。

## 教育
総合大学として、ニューヨーク州立大学オールバニ校が、単科大学として、医科、薬科の各カレッジ、ロー・スクール、セイントローズ大学、イクセルシア大学などがある。
「アルバニー（オールバニ）とアッパーハドソンバレー地域の歴史、芸術、文化を研究、保存」を目的として1791年に設立されたオールバニー歴史芸術研究所（en:Albany Institute of History & Art）がある。

## 地域経済
産業が衰退して久しかったが、ジョージ・パタキ知事の政策のもとに、これまでに3500億円強相当（1ドル117円で 換算）が投資され、近年ではナノテクノロジーの産業の振興に力を入れており、テックバレーを形成している。ニューヨーク州立大学オールバニ校を中心にCollege of Nanoscale Science and Engineering (CNSE)が設立され、数々のベンチャー企業が設立され、東京エレクトロン等、各国の企業が研究開発拠点を構える。

## 交通機関
- オールバニ・レンセラー駅
- ニューヨーク・ステート・スルーウェイ
- オールバニ国際空港

## 姉妹都市
- ナッソー、バハマ
- ナイメーヘン、オランダ
- ケベック (ケベック州)、カナダ
- トゥーラ、ロシア

## 出身有名人
- フィリップ・シェリダン (軍人)
- マリオン・ジマー・ブラッドリー (SF作家)
- キアステン・ジリブランド (政治家)
- ニコール・ストット (宇宙飛行士)
- フィリップ・スカイラー (アメリカ独立戦争の将軍)
- ウィリアム・ディヴェイン (俳優)
- ブレット・ハート (詩人、作家)
- エイサ・ブレイナード (野球選手)
- ジョゼフ・ヘンリー (物理学者)
- ピート・ターナー (写真家)
- ジョン・マクティアナン (映画監督)
- アンディ・ルーニー (コラムニスト)
- ウィリアム・コックス・レッドフィールド (政治家)
- イズリアル・ツヴェーゲンバウム (絵画)